# Alberto Valenzuela Lavados
Alberto Sergio Valenzuela Lavados es un exfutbolista profesional chileno. Su puesto habitual era lateral izquierdo. Valenzuela tuvo una trayectoria de más de 17 años, la mayor parte de ellos jugando en la Primera División de Chile. En los inicios de su carrera, fue seleccionado Sub-20.

## Trayectoria
A los 18 años, Valenzuela se dio a conocer en el fútbol profesional como jugador de Universidad Católica. Destacaba como un lateral con gran seguridad en el torneo Copa Polla Gol 1982, y compartía equipo con otros futbolistas promisorios como Pablo Yoma, Rubén Espinoza y Juvenal Olmos. Para ese entonces, se mencionaba la insolencia o desplante en su juego, propio de la juventud.
Como jugador de la franja, fue seleccionado chileno en el Campeonato Sudamericano Sub-20 de 1983. En esa temporada, integró el plantel campeón de Copa Polla Gol, Copa de la República y posteriormente del Torneo oficial 1984, campaña en la cual estuvo entre los tres jugadores del plantel que más presencias sumaron en el campeonato.
Tras salir de su club formador en 1986, Valenzuela jugó en Provincial Osorno, Deportes La Serena, camiseta que defendió por 8 años; Everton, Cobresal y Santiago Morning. Pese a desempeñarse también en otros clubes, cuando ya era un jugador retirado, Valenzuela representó a Universidad Católica en encuentros benéficos.

## Clubes

### Como jugador
| Club                 | País  | Año       |
| -------------------- | ----- | --------- |
| Universidad Católica | Chile | 1982-1985 |
| Provincial Osorno    | Chile | 1986      |
| Deportes La Serena   | Chile | 1987-1994 |
| Everton              | Chile | 1995      |
| Cobresal             | Chile | 1996      |
| Santiago Morning     | Chile | 1997-1998 |

## Palmarés

### Torneos nacionales
| Título           | Club                 | País  | Año  |
| ---------------- | -------------------- | ----- | ---- |
| Copa Chile       | Universidad Católica | Chile | 1983 |
| Copa República   | Universidad Católica | Chile | 1983 |
| Primera División | Universidad Católica | Chile | 1984 |
| Primera B        | Deportes La Serena   | Chile | 1987 |